# Peter Seyffarth
Peter Seyffarth (* 7. September 1939 in Jena; † 27. Mai 2010 in Rostock) war ein deutscher Ingenieur. Mit seinen Forschungsarbeiten zu fortgeschrittenen Schweißverfahrenstechniken bereitete er deren Einführung im Schiffbau der DDR vor. Sein großes wissenschaftliches und technisches Können brachte er ab 1994 in die Schweißtechnische Lehr- und Versuchsanstalt Mecklenburg-Vorpommern ein. Er gilt als anerkannter Wissenschaftler weltweit auf dem Gebiet der Verfahren der Schweißtechnologien. Auf seinem Fachgebiet veröffentlichte er etwa 270 wissenschaftliche Arbeiten in Fachzeitschriften und als Monographien.

## Leben und Wirken
Von 1957 bis 1962 studierte er das Fach Schiffbau an der Universität Rostock mit dem Abschluss zum Diplom-Ingenieur. Danach betätigte er sich als wissenschaftlicher Mitarbeiter bei der DDR-Schiffs-Revision und -Klassifikation (DSRK) in Zeuthen im Bereich der Bauaufsicht der VEB Warnowwerft Warnemünde, Volkswerft Stralsund und der Neptunwerft Rostock. Von 1964 bis 1965 übernahm er am Institut für Werkstoffkunde und Schweißtechnik der Universität Rostock als wissenschaftlicher Assistent die Abhaltung von studentischen Übungen in den Fächern Werkstoffprüfung und Metallkunde. Seine Qualifikation als Schweißingenieur erwarb er im Jahre 1965.
Von 1965 bis 1970 erhielt er an der Universität Rostock einen Lehrauftrag im Fach Schweißtechnik in den Sektionen Schiffstechnik, Landtechnik, Sozialistische Betriebswirtschaft und Industrie-Institut. Weiterhin leistete er Arbeiten zur Erstellung von Gutachten im Bereich der Industriehilfe und betätigte sich bei Arbeitsgruppen der Kammer der Technik (KdT) und anderen betrieblichen Gruppen. Am 4. Juli 1970 erlangte er die Promotion A zum Dr.-Ing. an der Universität Rostock an der Fakultät Mathematik, Naturwissenschaften und Technik (Dekan Prof. F.-H. Lange) mit dem Thema Beitrag zur Anwendung von ZTU-Schaubildern. Im Jahre 1970 betätigte er sich als wissenschaftlicher Oberassistent im Fachbereich Fertigungstechnik und Schweißtechnik im Bereich der Sektion Schiffstechnik an der Universität Rostock, wo er auch zum Leiter einer Forschungsgruppe, dem entsprechenden Wissenschaftsbereich und eines Labors für Fertigungstechnik und Schweißtechnik ernannt wurde. Im Jahre 1971 absolvierte er ein sechsmonatiges Zusatzstudium Schweißen im Schiffbau in Leningrad, wo er in den Jahren 1974 und 1977 jeweils vier Wochen lang Gastvorlesungen abhielt. Im Jahre 1972 hatte er das Staatsexamen als Hochschulpädagoge und im Jahre 1974 das Staatsexamen als Fachübersetzer für die russische Sprache bestanden.
Im Jahre 1978 erfolgte seine Promotion B als Habilitation zum Dr. sc. techn. habil. an der Universität Rostock mit dem Thema Einfluss der chemischen Zusammensetzung und der Abkühlungszeit auf das Umwandlungsverhalten und die mechanisch-technologischen Eigenschaften unlegierter und niedriglegierter Stähle beim Einwirken thermischer Schweißzyklen. Mit der Berufung zum Hochschuldozenten für Schweißtechnik im Jahre 1979 übernahm er die Leitung im Wissenschaftsbereich Fertigungs- und Schweißtechnik und der Spezialisierungsrichtung Schiffbautechnologie an der Universität Rostock. Im Jahre 1985 wurde er zum außerordentlichen Professor berufen. An der Technischen Universität Budapest absolvierte er 1986 einen sechsmonatigen Forschungsaufenthalt mit dem Thema Physikalische Metallurgie.
Zum ordentlichen Professor auf den Lehrstuhl für Werkstoff- und Schweißtechnik der Sektion Schiffbau in Rostock wurde er 1989 berufen. Von 1990 bis 1992 wirkte er als Direktor der Sektion Schiffstechnik und als Fachbereichssprecher Maschinenbau und Schiffstechnik an der Universität Rostock. Die Graduierung zum Europäischen Schweißfachingenieur erlangte er im Jahre 1992. Ab 1993 übernahm er die Leitung des Zentrums für Qualitätssicherung in Werkstoff- und Schweißtechnik e.V. in Rostock. Die Schweißtechnische Lehr- und Versuchsanstalt Mecklenburg-Vorpommern GmbH gründete er 1994, die er auch als Geschäftsführer leitete. Ab 2004 war er Leiter für Forschung und Entwicklung für die Firma Ingenieurtechnik und Maschinenbau GmbH (IMG) in Rostock.

## Mitgliedschaft
- Forschungsrat der Forschungsvereinigung Schweißen und Schneiden
- Redaktionskommission der Fachzeitschrift Schweißen und Schneiden
- Technischen Beirat im Forschungszentrum des Deutschen Schiffbaus (FDS)
- Internationales Herausgeberkollegium der Fachzeitschrift Avtomaticeskaya Svarka
- Werkstoffausschuss im Verein Deutscher Eisenhüttenleute (VDEh)
- Herausgeberschaft der Buchserie Welding and Allied Processes bei Gordon and Breach Publ.
- Fachausschuss Fügetechnik der Gesellschaft für angewandte Informatik (GFaI)
- Arbeitsgemeinschaften Modellierung des Umwandlungsverhaltens von Stählen und Umformdilatometrie des VDEh

## Ehrungen
- 1992 Verleihung des Ehrennadel des Deutschen Verbands für Schweißen und verwandte Verfahren e.V. Düsseldorf (DVS)[4]
- 1994 Ehrenprofessor und Dr. e. h. an der Sibirischen Abteilung der Russischen Akademie der Wissenschaften
- 1995 Ausländisches Mitglied der Ingenieurakademie St. Petersburg
- 1997 Mitglied der Ukrainischen Akademie für Schiffbau
- 1997 Ehrendoktor der Sankt Petersburger Staatlichen Meerestechnischen Universität
- 1997 Verleihung des Ehrenrings des Deutschen Verbands für Schweißen und verwandte Verfahren e.V. Düsseldorf (DVS)
- 1998 Ehrenmitglied des Paton-Instituts für Elektroschweißtechnik Kiew
- 1999 Verleihung der Cabelka-Medaille des Slowakischen Schweißverbandes und des VUZ Bratislava
- 2004 Ehrendoktor der Akademie der Wissenschaften Nowosibirsk-Akademgorodok

## Schriften
- Anwendbarkeit von ZTU-Schaubildern in der Schweißtechnik am Beispiel eines Schadensfalles. In: Schweißtechnik. (Berlin), Heft 10, 1966, S. 467–470.
- Beitrag zur Anwendung von ZTU-Schaubildern. In: Neue Hütte. (Berlin), Band 16, 1971, S. 308.
- mit Erno Wiebeck und Martin Beyrodt: Materiallagerung und -vorbereitung. Dresden 1977 (Lehrbriefe für das Hochschulstudium; Technologie des Schiffbaus)
- Modellstähle vom Typ Fe-C-Mn, Fe-C-Si, Fe-C-Si-Mn. Rostock 1978
- Unlegierter Baustahl, niedriglegierter Baustahl, Korrosionsträger Baustahl, Kesselbaustahl, unlegierter Werkzeugstahl. Rostock 1978
- mit Gert Kuscher: Schweiß-ZTU-Schaubilder. Berlin 1982
- Physik des elektrischen Schweißlichtbogens. Dresden 1983 (Lehrbriefe für das Hochschulfernstudium; Schweißtechnik für Schiffbautechnologen, Lehrbrief 1)
- mit Jan Hoffmann: Laser in der Schiffsfertigung – Realität, Vision oder Wunschtraum. In: Jahrbuch der Schiffbautechnischen Gesellschaft. 90. Band, 1996, Berlin 1997, S. 351–359.
- Kurzzeitnachwärmen beim vollmechanischen MAG-Schweißen von Stählen. In: Schweißen und Schneiden ’90, Vorträge der gleichnamigen Großen Schweißtechnischen Tagung in Garmisch-Partenkirchen vom 26. bis 28. September 1990. S. 49–51.
- mit Barbara Meyer und Arite Scharff: Großer Atlas Schweiss-ZTU-Schaubilder. Düsseldorf 1992
- WELDWARE – A Computer-Aided Welding Advisory System. In: Horst Cerjak, K. E. Easterling: Mathematical modelling of weld phenomena. London 1993, S. 345.
- mit Olaf Schwittlick: Fügen mit CO-2-Hochleistungslasern. [Teilvorhaben:] Ermittlung technologischer Grenzwerte beim Laserstrahlschweißen mit Zusatzdraht. Rostock 1993
- Modellierung von komplexen makroskopischen Eigenschaftsänderungen infolge hochenergetischer Laserstrahlung (Kooperation mit dem Paton- und Trefilov-Institut, Kiew). Rostock 1995
- mit Jan Hoffmann: Verbundprojekt: Untersuchungen zur Prüfmethodik und zu Bewertungskriterien für CO2-laserstrahlgeschweißte Grobbleche aus Stahl. Teilvorhaben: Grundlegende Untersuchungen zum Einfluß der Verfahrensstabilität auf die mechanisch-technologischen Kennwerte der Laserstrahlschweißverbindung an Grobblechen aus Stahl. Berichtszeitraum: 1. Juni 1994 – 31. Dezember 1995. Rostock 1996
- Eigenspannungen und Verformungen beim Schweißen. Düsseldorf 2001
- mit Thomas Krüssel, Thomas Gräb, Ulrich Dilthey, Friedrich-Wilhelm Bach, Jian Huang und Arite Scharff: Elektroschlacke-Hochgeschwindigkeitsplattieren von Feinkornbaustählen. In: der praktiker. Band 53, 2001, Nr. 3, S. 112–114.
- mit Arite Scharff, Friedrich-Wilhelm Bach, Belkacem Bouaifi, Thomas Schlennstedt und Lutz A. Josefiak: SprayWare – Beratungssystem für den Oberflächenschutz durch thermisches Spritzen. In: Schweißen und Schneiden. Band 54, 2002, Nr. 4, S. 192–199.
- mit Igor Krivtsun: Laser-ARC Processes and Their Applications in Welding and Material Treatment (Welding and Allied Process). New York 2002
- mit Ulf Jasnau und Jan Hoffmann: Nd: YAG-Laser-GMA-Hybrid Welding in Shipbuilding and Steel Construction. In: Tzyh-Jong Tarn, Shan-Ben Chen, Changjiu Zhon (Hrsg.): Robotic Welding, Intelligence and Automation. Berlin 2004, S. 14–14 (Lecture Notes in Control and Information Sciences, Vol. 299)
- mit Ulf Jasnau: Fibre lasers with high powers – after initial welding tests, a wide variety of advantages for the user are in prospect. In: Welding and Cutting. Band 3, 2004, Nr. 5, S. 302–303.
- mit Ulf Jasnau: Faserlaser mit hohen Leistungen – nach ersten Schweißversuchen sind vielfältige Vorteile für den Anwender in Aussicht. In: Schweißen und Schneiden. Band 56, 2004, Nr. 4, S. 160–163.
- Eindrücke aus Russland. In: Schweißen und Schneiden. Band 56, 2004, Nr. 8, S. 374–375.
- Use of laser welding and laser weld ability of steels in shipbuiling. In: Welding research abroad. Band 51, New York 2005
- mit Ulf Jasnau: Nahtgeometrie beim Nd:YAG-Laserstrahl-MSGHybridschweißen von Aluminiumlegierungen. In: Schweißen und Schneiden. Band 59, 2007, Nr. 3, S. 130–137.
- mit Ulf Jasnau und Jianchun Ji: Empirisch-statistische Modelle der Nahtgeometrie beim Nd:YAG-Laserstrahl-MSG-Hybridschweißen von Aluminiumlegierungen. In: Schweißen und Schneiden. Band 59, 2007, Nr. 4, S. 200–206.
- mit Ulf Jasnau und Jianchun Ji: Prozessporen beim Nd:YAG-Laserstrahl-MSG-Hybridschweißen von Aluminiumlegierungen. Teil 1: Parametereinflüsse. In: Schweißen und Schneiden. Band 59, 2007, Nr. 6, S. 334–337.
- mit Jianchun Ji: Prozessporen beim Nd:YAG-Laserstrahl-MSG-Hybridschweißen von Aluminiumlegierungen. Teil 2: Strategie zu ihrer Vermeidung. In: Schweißen und Schneiden. Band 59, 2007, Nr. 10, S. 555–560.
- mit Ulf Jasnau und Jianchun Ji: Gefügeverbesserung im Schweißgut beim Nd:YAG-Laserstrahl-MSG-Hybridschweißen von Aluminiumlegierungen. In: Schweißen und Schneiden. Band 59, 2007, Nr. 11, S. 608–612.
- Jianchun Ji und Ulf Jasnau: Optimierung der Schweißparameter beim Nd:YAG-Laserstrahl-MSG-Hybridschweißen von Aluminiumlegierungen. In: Schweißen und Schneiden. Band 60, 2008, Nr. 3, S. 143–150.
- Verbundprojekt im Bereich Schifffahrt und Meerestechnik „Neue unkonventionelle Hochleistungstechnologien zum Fügen in schiffbaulichen Vorfertigungs-, Montage- und Ausrüstungsprozessen – HLT-SB“. Teilprojekt 10: „Entwicklung einer neuen Anlagengeneration für hochproduktive und nacharbeitsarme Vorfertigungsprozesse unter Nutzung des Plasma-Hochleistungsstichlochschweißens und des MSG-Schweißens mit oberflächenaktiven Stoffe“, Rostock 2008